# Эйерен
Эйерен (норв. Øyeren) — проточное озеро на юге Норвегии. Располагается к юго-востоку от Осло, на территории коммун Релинген, Лиллестрём, Энебакк и Индрэ-Эстфолл в фюльке Викен. Одно из крупнейших озёр страны, площадь — 73,09 (по другим данным — 73,27 км²). Зарегулировано, уровень уреза воды колеблется в пределах от 100,25 до 102,65 м над уровнем моря. Наибольшая глубина составляет 76 м (по другим данным — 71 м) и достигается к югу от центральной части южной половины озера. Площадь водосборного бассейна — 40109,98 км².